# Bomarea multiflora
Bomarea multiflora — вид многолетних листопадных клубневых лиан рода Бомарея семейства Альстрёмериевые.

## Синонимы
В синонимику вида входят следующие названия:
- Alstroemeria bredemeyeriana Willd. ex Kunth
- Alstroemeria caldasiana (Herb.) Hemsl.
- Alstroemeria caldasii Kunth
- Alstroemeria floribunda Kunth
- Alstroemeria multiflora L.f.
- Alstroemeria purpurea Willd. ex Steud.
- Bomarea ambigua Sodiro
- Bomarea borjae Sodiro
- Bomarea caldasiana Herb.
- Bomarea caldasii (Kunth) Herb.
- Bomarea caldasii (Kunth) Asch. & Graebn.
- Bomarea caldasii var. quitensis Killip ex Diels
- Bomarea floribunda (Kunth) Herb.
- Bomarea foliolosa Kraenzl.
- Bomarea frondea Mast.
- Bomarea halliana Herb.
- Bomarea microcephala Sodiro
- Bomarea oligantha Baker
- Bomarea rigidifolia Sodiro
- Bomarea turneriana Herb.
- Bomarea vegasana Killip
- Bomarea vestita Baker[1]

## Ботаническое описание

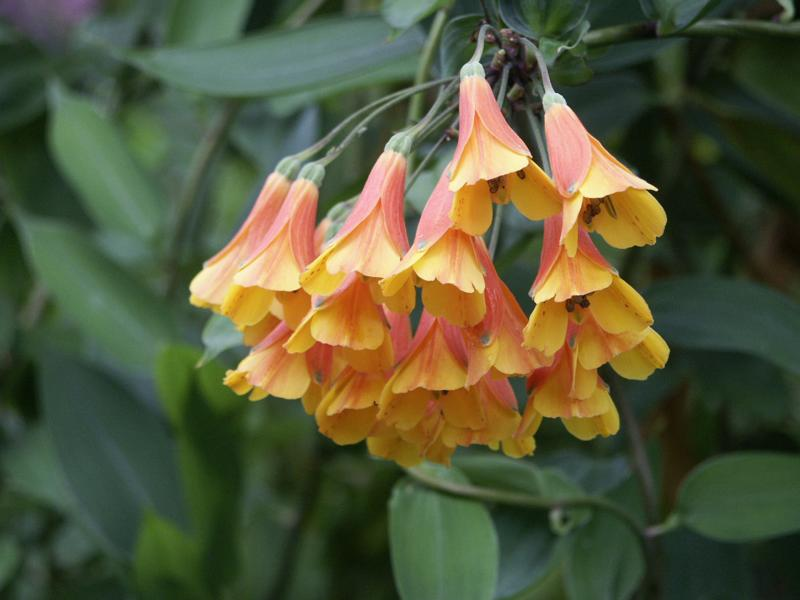

Клубневая многолетняя травянистая лиана.
Стебли обвивающие опору, длиной около 3—4 м.
Листья очерёдные вытянутые узколанцетные, средне-зелёные или бледно-зелёные, 7—15 см длиной.
Цветки узкие колокольчатые, 4—5 см длиной, снаружи кирпично-красные до оранжевого, с внутренней стороны оранжевые до жёлтого с точечным узором красного, коричневого или зелёного цвета, слабо зигоморфные. Многоцветковые цимозные соцветия до 40 цветков, почти шаровидной формы.
Цветёт продолжительно — с конца весны до осени. Растение холодостойкое до 0 °С.

## Ареал
Обитает от Колумбии до Эквадора.

## Применение в культуре
Для вертикального озеленения. В условиях умеренного климата: летом — как контейнерное растение в саду, на террасе, для перезимовки установить в холодную теплицу; В более тёплых безморозных областях сажают в открытый грунт; применяют для озеленения стен, пергол, арок.

## Агротехника
Посадка. Для посадки используют обычный питательный садовый субстрат с добавлением крупного промытого песка, сажают на солнечном месте, слегка затенённом в полдень. Растение нуждается в опоре.
Уход. В период роста обильно поливают, подкармливают 1 раз в месяц жидким комплексным удобрением. Зимой полив сократить, субстрат должен быть только слегка влажный. Усохшие побеги срезать у поверхности субстрата.
Пересаживание. Ранней весной пересаживают в свежий субстрат, или меняют только верхний слой почвы в горшке.
Размножение. Семенами — весной, посев при температуре 13—16 °С. Делением клубней у хорошо разросшихся растений при весенней пересадке.
Болезни и вредители. При содержании в помещениях: теплицах и зимних садах поражается клещиком (лат. Tetranychus urticae), белокрылкой (лат. Trialeurodes vaporariorum), тлёй (лат. Aphididae).